# 리엄 탠콕

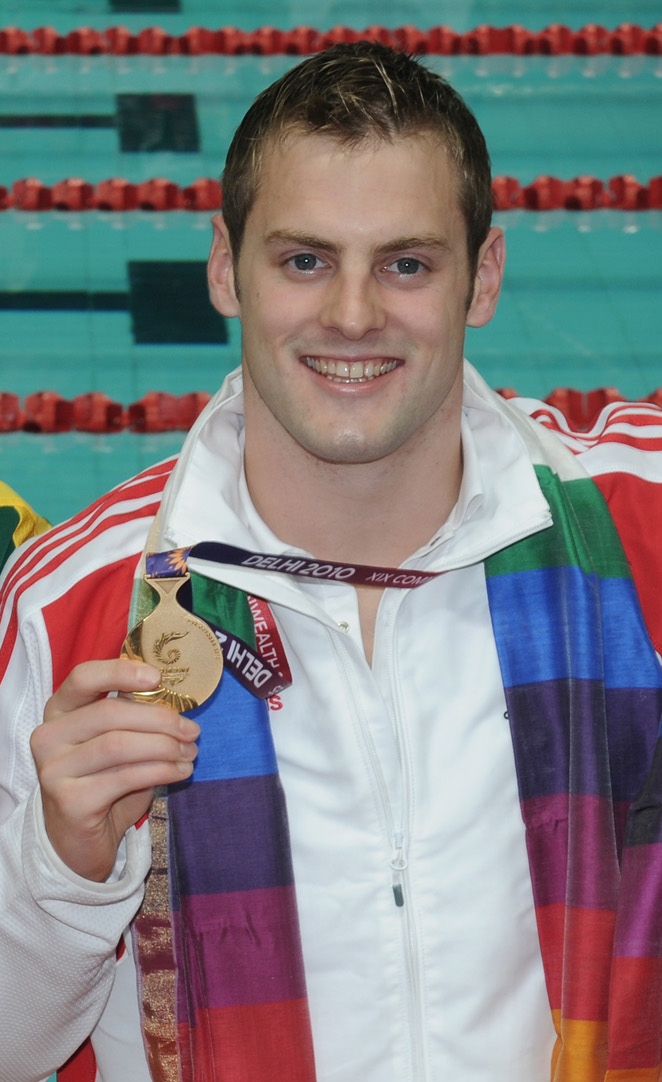

리엄 존 탠콕(Liam John Tancock, 1985년 5월 7일 ~ )은 잉글랜드의 수영 선수이다. 엑서터에서 태어났다. 엑시터 수영 클럽에서 수영을 배우고 러프버러 대학교에서 스포츠 과학을 전공했다. 2008년 4월 2일 셰필드에서 열린 올림픽 국내 예선에서 50m 배영을 24.47초로 세계 신기록을 수립했다. 또한 이듬해 로마에서 열린 세계 수영 선수권 대회에서는 24.08초로 준결승을 하였고, 자신의 기록을 갱신했다. 다음날 결승전에서 24.04초로 세계 신기록으로 금메달을 획득했다.

## 같이 보기
- 수영 배영 50m 세계 기록 추이